# Otto Bache
Otto Bache (Roskilde, 21 de agosto de 1839 — Copenhague, 28 de junho de 1927) foi um pintor realista dinamarquês. Muitas de suas obras retratam eventos importantes da história dinamarquesa.

## Biografia
Otto Bache nasceu em 21 de agosto de 1839, em Roskilde, filho de Niels Bache e Emilie Kirstine Winther. Nascido em uma família burguesa na sociedade dinamarquesa da época, o pai de Otto Bache queria que seu filho estudasse arquitetura, apesar do interesse de seu pela escultura. Influenciado por Gustav Friedrich Hetsch e dotado de uma habilidade inata para o desenho, Bache seguiu o caminho da pintura. Com apenas 10 anos, poucos anos antes de ser permitido pelas regras, Otto Bache foi admitido na Academia de Belas Artes da Dinamarca, onde em 1854 se tornou aluno de Wilhelm Marstrand. Reconhecido desde muito cedo como pintor de retratos, também demonstrou grande interesse pela pintura de animais, gêneros e história.
Em 1856 ele recebeu sua primeira medalha de prata da Academia e no ano seguinte ele foi premiado com uma segunda. Posteriormente, ele ganhou o Prêmio Neuhausen por sua pintura "Husdyr i en Bondegaard".
Em 1866 recebeu uma bolsa da Academia e viajou Paris antes de passar por Roma, ao contrário do percurso habitual dos pintores dinamarqueses da época. Apesar da curta passagem em território francês, a passagem por Paris teve um impacto profundo na sua obra que se caracterizara desde então por uma expressão mais livre, mais iluminada e rica em cores, bem como com um alcance mais amplo.
No verão de 1867, ele foi para a Itália. Radicado em Florença, estudou obras de ex-pintores da região, como Le Concert champêtre de Ticiano e Giorgione. Quando a cólera chegou em Florença, Bache continuou sua estada na Itália, indo para Nápoles, Pompeia e, finalmente, Roma. Em 1868, ele retornou a Copenhague. Ele voltou para a Dinamarca se tornando uma celebridade. Com a então próspera economia dinamarquesa, Otto Bache recebeu muitas encomendas de retratos de humanos e animais.
Em 1872, tornou-se membro da Academia Real de Belas Artes da Dinamarca e então professor em 1887–1909. Em 1905, foi nomeado diretor da Academia e continuou por vários períodos.
Entre as suas obras mais conhecidas de Otto Bache está Um par de cavalos fora de uma pousada (1878), que foi comprada por Cristiano IX da Dinamarca. Ele recebeu a Medalha Thorvaldsen em 1872.

## Galeria

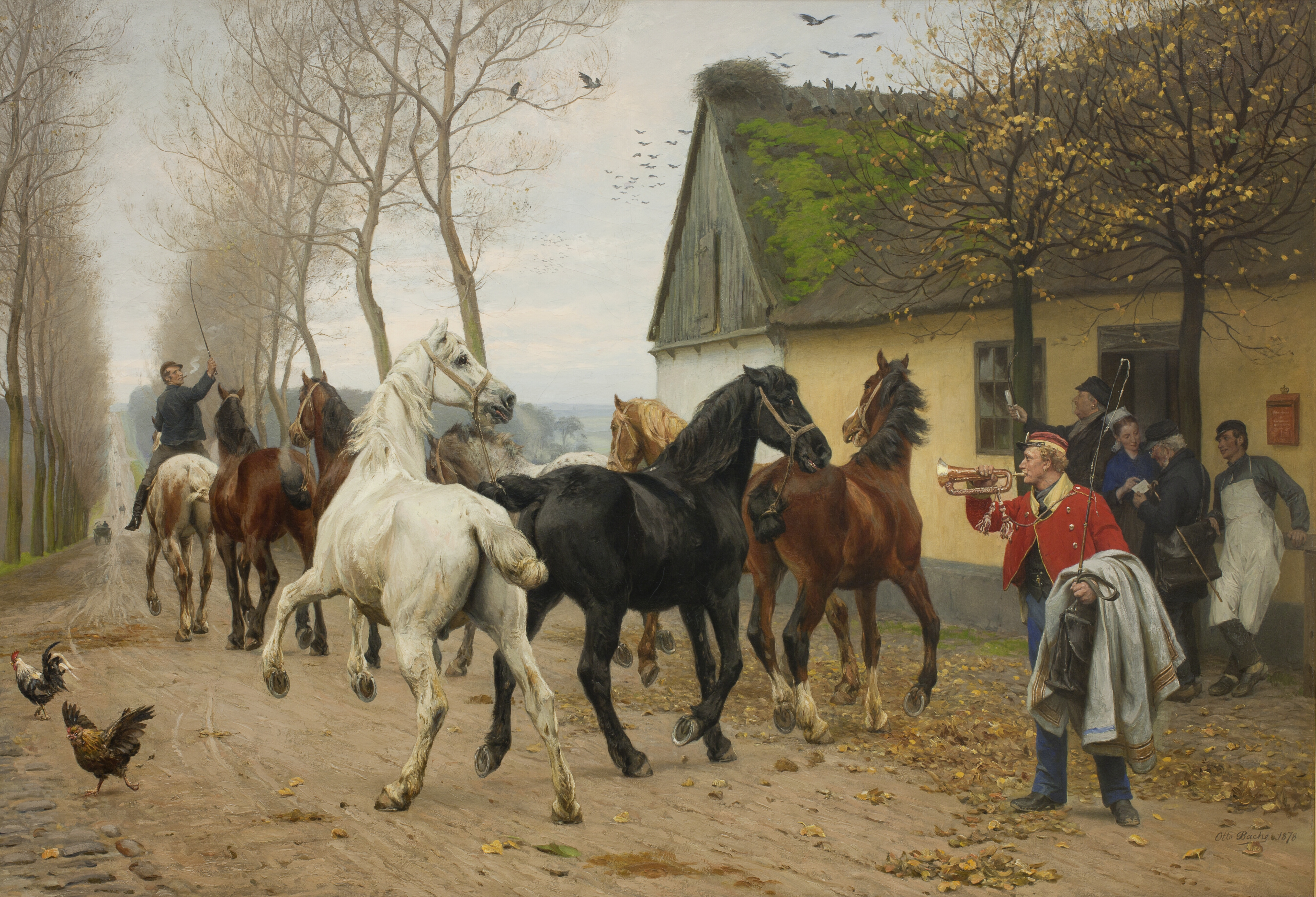
Um Par de Cavalos Fora de uma Pousada (1878)
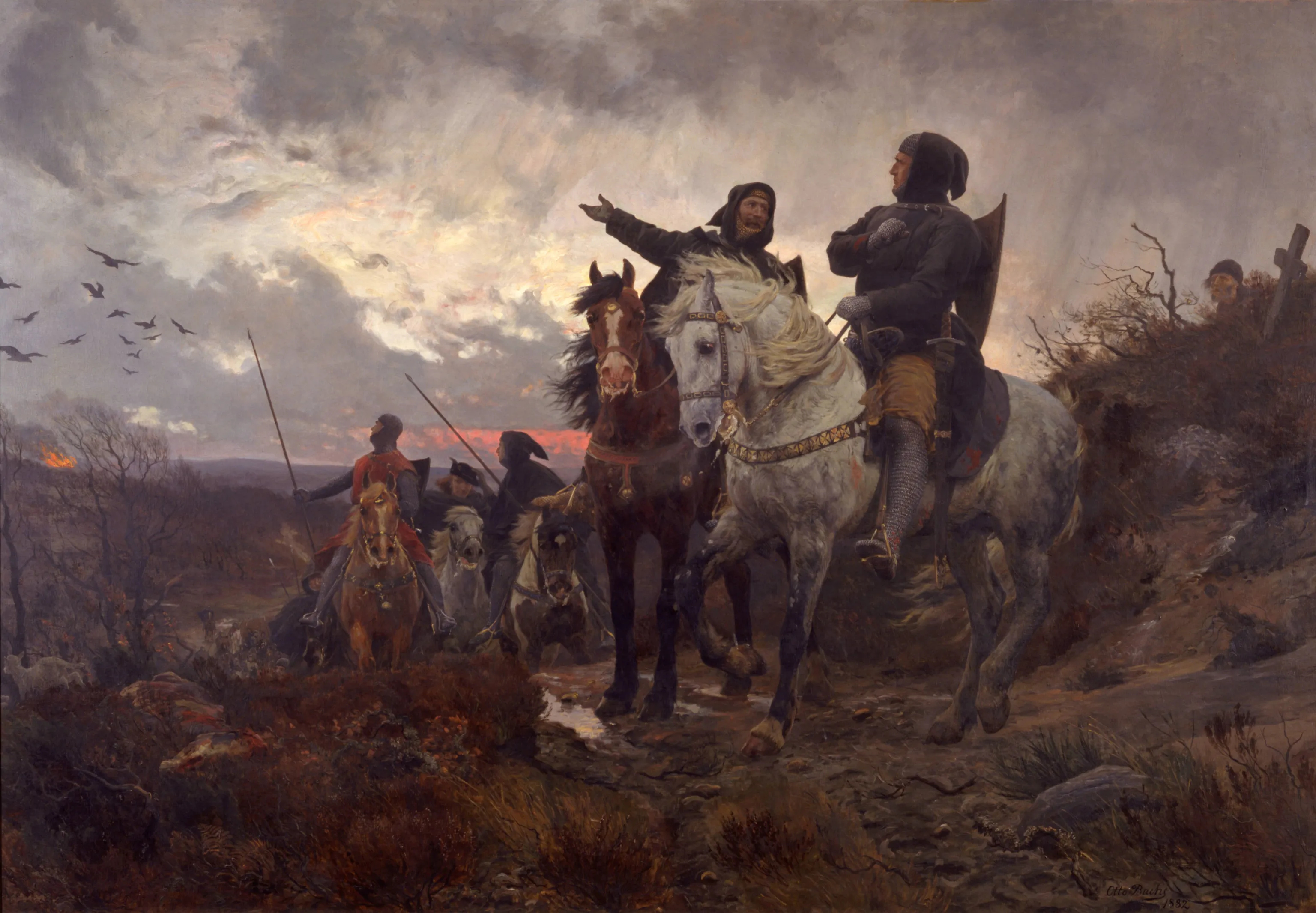
Os Conspiradores Partem de Finderup após o Assassinato de Eric Klipping (1882)
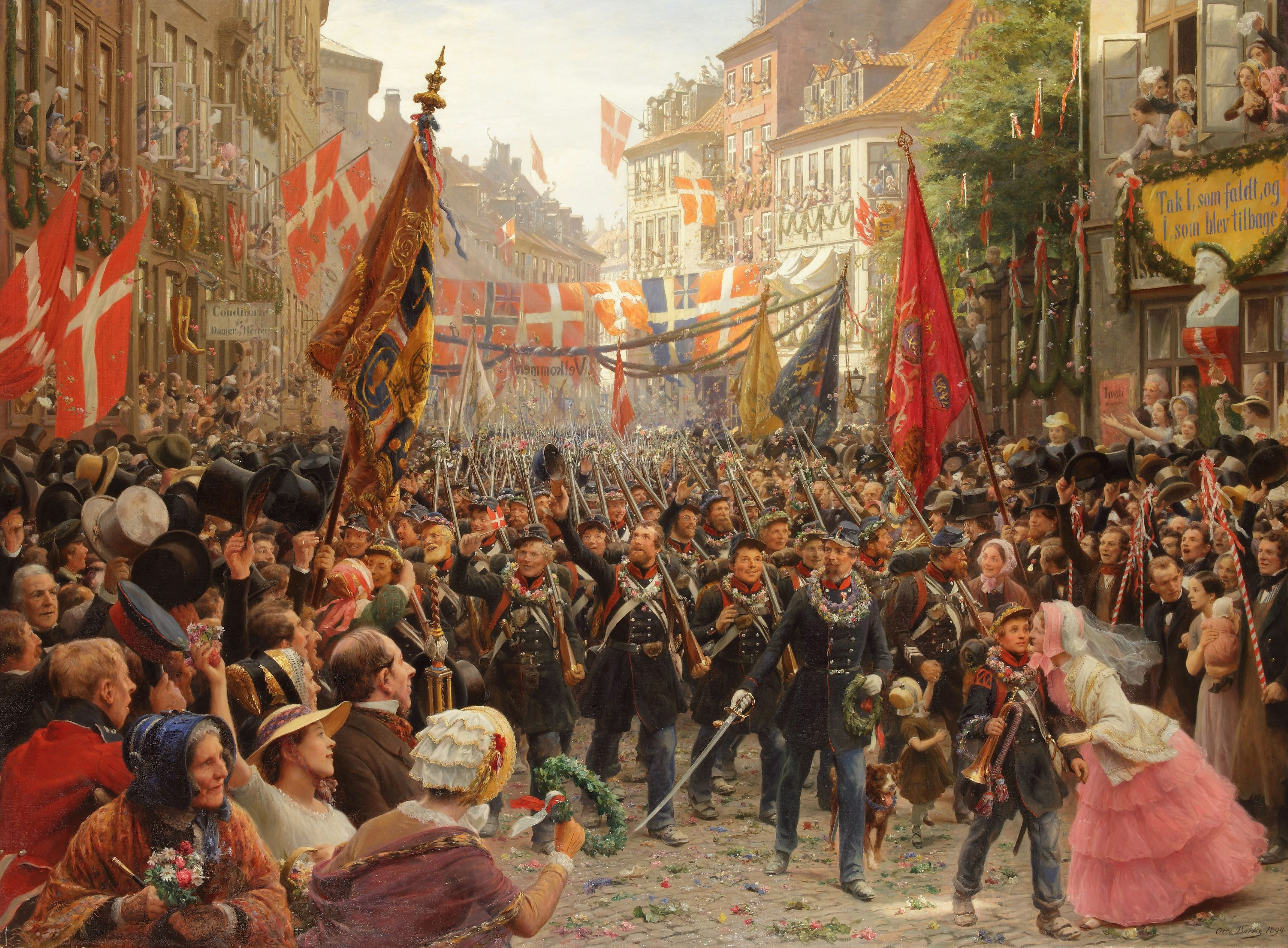
Retorno das Tropas Dinamarquesas a Copenhague (1894)